# ESP (fumetto)
ESP è stata una serie a fumetti creata da Michelangelo La Neve ed edita dalla casa editrice Universo Pubblicità s.r.l. tra il 1995 e il 1997 chiusa dopo aver pubblicato 18 numeri. La serie ha avuto un certo successo all'epoca portando alla nascita di un fan club che è durato più a lungo della pubblicazione stessa.

## Storia editoriale
ESP nasce come seguito di un'altra serie di La Neve intitolata Dipartimento ESP e costituita da storie brevi pubblicate su Intrepido tra il 1992 e i 1995 della quale ripropone le atmosfere e le tematiche ma con personaggi diversi. La serie chiuse dopo 18 numeri per via delle scarse vendite. Tra il 1998 ed il 1999 escono due nuovi volumi per Lo Scarabeo Editore. L'editore Comma 22 ha riproposto una selezione di storie, alcune prese dalla serie regolare e i due speciali editi da Lo Scarabeo, in tre volumi curati da Michelangelo La Neve.

## Trama
A Roma c'è un dipartimento speciale situato nelle viscere della città che studia la mente in appositi locali chiamati camere di suggestione. Bianca è una ragazza che grazie ai suoi poteri extra-sensoriali è in grado di entrare nelle menti altrui e di viaggiare attraverso le infinite realtà che costituiscono l'Imago. Ad accompagnarla nelle sue avventure c'è la sua migliore amica Kendra, una monaca guerriera in esilio che vive a Roma e si guadagna da vivere come mercenaria. Con Kendra c'è anche Reborn, un rinato che lavora come mercenario attraverso l'Imago.

## Personaggi
- Bianca: ha 23 anni, vive a Roma ed è dotata del potere di muoversi nella mente delle persone. Lavora per il Dipartimento ESP, situato nelle Catacombe della città. Viaggia per le infinite realtà in compagnia della sua migliore amica Kendra.
- Kendra: ex monaca guerriera di guardia al giardino delle anime. È stata bandita dal suo ordine dopo aver permesso a Bianca di parlare con l'anima del suo ex fidanzato morto. Condannata a morte, si è rifugiata nel mondo di Bianca, accompagnandola nei suoi viaggi attraverso l'Imago. Sulla sua testa c'è una taglia di 15 anni di mesmerismo cosciente.
- Jena: è la sorella maggiore di Kendra. All'età di 7 anni è stata data al Mangianime per pagare un debito del padre. Da allora agisce come assistente del Mangianime il quale, essendo cieco, si fa guidare da lei. Non è mai invecchiata, infatti, nonostante abbia ormai 105 anni, ne dimostra solo 7. Ogni 7 anni, il suo padrone le cancella ogni ricordo.

## Albi

### Universo Pubblicità s.r.l.
| Nr. | Titolo                   | Data           | Soggetto             | Sceneggiatura        | Disegni              | Copertina   |
| --- | ------------------------ | -------------- | -------------------- | -------------------- | -------------------- | ----------- |
| 1   | Il giardino delle anime  | dicembre 1995  | Michelangelo La Neve | Michelangelo La Neve | Giancarlo Caracuzzo  | Marco Soldi |
| 2   | L'angelo predatore       | gennaio 1996   | Michelangelo La Neve | Michelangelo La Neve | Marco Nizzoli        | Marco Soldi |
| 3   | Un mondo sepolto         | febbraio 1996  | Michelangelo La Neve | Michelangelo La Neve | Luigi Di Giammarino  | Marco Soldi |
| 4   | Voci lontane             | marzo 1996     | Michelangelo La Neve | Michelangelo La Neve | Maurizio Di Vincenzo | Marco Soldi |
| 5   | L'uomo dei sogni         | aprile 1996    | Michelangelo La Neve | Michelangelo La Neve | Giancarlo Caracuzzo  | Marco Soldi |
| 6   | Guerra                   | maggio 1996    | Michelangelo La Neve | Michelangelo La Neve | Giancarlo Caracuzzo  | Marco Soldi |
| 7   | Vite perdute             | giugno 1996    | Michelangelo La Neve | Michelangelo La Neve | Fabrizio Coletta     | Marco Soldi |
| 8   | Il sangue dei miracoli   | luglio 1996    | Michelangelo La Neve | Michelangelo La Neve | Giancarlo Caracuzzo  | Marco Soldi |
| 9   | Le nuvole negli occhi    | agosto 1996    | Michelangelo La Neve | Michelangelo La Neve | Luigi Di Giammarino  | Marco Soldi |
| 10  | I dannati                | settembre 1996 | Michelangelo La Neve | Michelangelo La Neve | Andrea Accardi       | Marco Soldi |
| 11  | Roma                     | ottobre 1996   | Michelangelo La Neve | Michelangelo La Neve | Giancarlo Caracuzzo  | Marco Soldi |
| 12  | Senza Cielo              | novembre 1996  | Michelangelo La Neve | Michelangelo La Neve | Marco Nizzoli        | Marco Soldi |
| 13  | Il cavaliere infinito    | dicembre 1996  | Michelangelo La Neve | Michelangelo La Neve | Maurizio Di Vincenzo | Marco Soldi |
| 14  | I guardiani              | gennaio 1997   | Michelangelo La Neve | Michelangelo La Neve | Davide Toffolo       | Marco Soldi |
| 15  | Velocità                 | febbraio 1997  | Michelangelo La Neve | Michelangelo La Neve | Mauro Vecchi         | Marco Soldi |
| 16  | La danza dei dimenticati | marzo 1997     | Michelangelo La Neve | Michelangelo La Neve | Sebastiano Vilella   | Marco Soldi |
| 17  | La mente è un mondo      | aprile 1997    | Michelangelo La Neve | Michelangelo La Neve | Luigi Di Gianmarino  | Marco Soldi |
| 18  | Apparizioni e assenze    | maggio 1997    | Michelangelo La Neve | Vincenzo Perrone     | Fabrizio Coletta     | Marco Soldi |

### Lo Scarabeo Editore
| Nr. | Titolo                          | Data        | Soggetto             | Sceneggiatura        | Disegni       | Copertina     |
| --- | ------------------------------- | ----------- | -------------------- | -------------------- | ------------- | ------------- |
| 1   | La fortezza d'acciaio           | maggio 1998 | Michelangelo La Neve | Michelangelo La Neve | Marco Nizzoli | Marco Nizzoli |
| 2   | La leggenda del cardinale pazzo | marzo 1999  | Michelangelo La Neve | Michelangelo La Neve | Marco Nizzoli | Marco Nizzoli |

### Comma 22 (raccolta)
| Nr. | Titolo                             | Data | Copertina     |
| --- | ---------------------------------- | ---- | ------------- |
| 1   | ESP VOL. 1 - L'angelo predatore    | 2008 | Marco Nizzoli |
| 2   | ESP VOL. 2 - Voci lontane          |      | Marco Nizzoli |
| 3   | ESP VOL. 3 - La fortezza d'acciaio |      | Marco Nizzoli |